# Axenus amplus
Axenus amplus är en fjärilsart som beskrevs av H. Edwards 1875. Axenus amplus ingår i släktet Axenus och familjen nattflyn. Inga underarter finns listade i Catalogue of Life.